# Wangerooge-Klasse
| Wangerooge-Klasse    | Wangerooge-Klasse |
| -------------------- | --- |
| Schlepper Wangerooge | |
| Klassendetails       | |
| Schiffstyp:          | Seeschlepper |
| Schiffsklasse:       | 722 |
| Einheiten:           | 6 |
| Typschiff:           | Wangerooge (A 1451)                                                                                                   |
| Schwesterschiffe:    | Spiekeroog (A 1452) Langeoog (A 1453) Baltrum (A 1454) Norderney (A 1455) Juist (A 1456)                              |
| Bauwerft:            | Schichau Unterweser AG, Bremerhaven                                                                                   |
| Kiellegung:          | 1965 bis 1967 |
| Indienststellung:    | 1968 bis 1971 |
| Technische Daten     | |
| Verdrängung:         | 1.093 ts |
| Länge:               | 51,78 Meter |
| Breite:              | 11,77 Meter |
| Tiefgang:            | 4,1 Meter |
| Antrieb:             | Dieselelektrischer Antrieb 4 MWM-Dieselmotoren mit Drehstromgeneratoren 2 Gleichstrom-Fahrmotoren mit gesamt 2.068 PS |
| Kraftstoffvorrat:    | 175 m³ |
| Geschwindigkeit:     | 13,6 kn im Flachwasser                                                                                                |
| Besatzung:           | zwischen 20 und 33 (zivil) je nach Umbauversion                                                                       |
| Bewaffnung:          | bis 1991: ein 40-mm-Bofors-Geschütz (kokoniert) mit OGR-7-Richtsäule                                                  |

Die Hilfsschiffe der Wangerooge-Klasse (offiziell: Klasse 722) waren Seeschlepper der Deutschen Marine. Ihre Hauptaufgabe bestand im Schleppen und Bergen von Seefahrzeugen und der Hilfeleistung in See. Das Schleppen von Schießscheiben und das Bergen von Übungstorpedos und -minen war eine weitere Aufgabe der Seeschlepper.

## Allgemeines
Im Rahmen des Schiffbauprogramms von 1960 erhielt die Schichau Unterweser AG in Bremerhaven den Auftrag für den Bau von sechs Seeschleppern der Klasse 722. Sie haben einen Stahlrumpf mit Maierform und Eisverstärkung, der in acht Abteilungen unterteilt ist. Die Aufbauten bestehen aus Leichtmetall und es besteht ABC-Schutz.
Alle Einheiten dieser Klasse erhielten Namen von Ostfriesischen Inseln und haben bzw. hatten Zivilbesatzung.
Mit Ausnahme der Spiekeroog wurden alle Seeschlepper nach kurzer Zeit wegen der personellen Verringerung der Marine im Rahmen einer Strukturänderung wieder außer Dienst gestellt und aufgelegt.
Zwei der Einheiten wurden später wieder als Seeschlepper in Dienst gestellt. Die anderen drei wurden zu Schulbooten umgebaut.
Im Rahmen von Um- und Nachrüstungen wurden die Seeschlepper später umklassifiziert: Wangerooge – 722C, Spiekeroog – 722B und Norderney – 722B1.
Zwecks Ersatzbeschaffung für die letzten verbliebenen Schiffe der Wangerooge-Klasse wurde beschlossen, keine Neubauten zu beauftragen, sondern am Markt verfügbare Kapazitäten zu erwerben. Hierzu stellte der Haushaltsausschuss des deutschen Bundestages 2022 24 Mio. EUR bereit. Mit diesem Geld sollte das Bundesamt für Ausrüstung, Informationstechnik und Nutzung der Bundeswehr zwei gebrauchte Bergungsschlepper,  die in der Lage sein sollten, „Schiffe mit einer Volllast von bis zu 21.000 Tonnen im Seegebiet A3 bis zum sicheren Hafen zu schleppen“, erwerben. Die Rügen ist das erste der beiden Schiffe aus dieser Beschaffung. 2023 wurde mit der Rota Endurance das erste der beiden Nachfolger erworben. Es traf im Juli 2023 zur Übergabe an die Deutsche Marine in Kiel ein und soll nach notwendigen Umbauarbeiten im Marinearsenal Rostock als Rügen für die Deutsche Marine in Dienst gestellt werden. Am 20. Juni 2024 wurde die Britoil Guardian als zweiter Hochseeschlepper für die Deutsche Marine erworben.

## Einheiten
- 722/01 Wangerooge (1968–2022)
 Die Wangerooge wurde am 8. April 1968 für das 2. Versorgungsgeschwader in Dienst gestellt. Heimatstützpunkt wurde Wilhelmshaven. Bereits am 31. Oktober 1969 wurde sie im Marinearsenal wieder außer Dienst gestellt, anschließend eingemottet und der Reserveflottille unterstellt. Am 1. Juli 1970 wurde die Wangerooge wieder für das 2. Versorgungsgeschwader in Wilhelmshaven in Dienst gestellt. Mit der Zusammenlegung des 1. und 2. Versorgungsgeschwaders zum Trossgeschwader am 25. März 1997 änderte sich für die Wangerooge nichts, sie blieb weiterhin in Wilhelmshaven stationiert.[8]
 Eine Standardaufgabe für die Wangerooge war die Unterstützung des Marinefliegergeschwaders 3 und der Marineoperationsschule beim „Überlebenstraining auf See“ (Open Sea Survival Training). Hier übten Flugzeugbesatzungen unter realen Bedingungen bei Wind und rauem Seegang den Sprung vom Heck des Schleppers ins offene Wasser und die anschließende Rettung in die Rettungsinsel.
 Als erste Einheit mit ziviler Besatzung erhielt die Wangerooge am 19. Dezember 1989 den sogenannten „Nikolauspreis“ der Lehrgruppe Schiffssicherung in Neustadt in Holstein als beste Jahresleistung in der Schiffssicherungsausbildung.
 Am 15. Juli 2022 wurde die Wangerooge kurzfristig auf der Tamsen-Werft, wo sie sich seit November 2021 zur Instandsetzung befand, außer Dienst gestellt, da die Außenhaut nicht mehr die nötige Materialstärke aufwies.[9] Als Ersatz wurde ein 2003 gebauter Ankerziehschlepper mit der IMO-Nummer 9249518 gekauft, der nach militärisch notwendigen Anpassungen am 23. August 2023 als Rügen in Dienst gestellt wurde.
- 722/02 Spiekeroog (1968–2023)
 Am 14. August 1968 wurden die Spiekeroog und die Langeoog gemeinsam für das 1. Versorgungsgeschwader in Dienst gestellt. Sie wurden im Marinestützpunkt Kiel stationiert. Die am 25. März 1997 erfolgte Zusammenlegung des 1. und 2. Versorgungsgeschwaders zum Trossgeschwader änderte für die Spiekeroog nichts, sie blieb weiterhin in Kiel stationiert.[8] Zeitweise wurde/wird die Spiekeroog für Sicherungsaufgaben beim 1. und 3. Ubootgeschwader abgestellt.
 In der Kieler Förde kam es am 8. Februar 1975 zu einer Kollision zwischen der Spiekeroog und dem liberianischen Frachter Butterfly mit nur geringen Schäden.
 Die Spiekeroog wurde am 28. November 2023 als letztes Schiff der Klasse außer Dienst gestellt.[A 2]
- 722/03 Langeoog (1968–1977)
 Am 14. August 1968 wurden die Langeoog und die Spiekeroog gemeinsam für das 1. Versorgungsgeschwader in Dienst gestellt. Sie wurden im Marinestützpunkt Kiel stationiert. In Wilhelmshaven wurde die Langeoog am 14. Februar 1977 außer Dienst gestellt und anschließend dort aufgelegt.
 Nachdem die Langeoog in der Mützelfeldtwerft in Cuxhaven umgebaut worden war, wurde sie als Minenwurf- und Lichtboot der Klasse 754 am 6. Juni 1978 mit ziviler Besatzung für die Marinewaffenschule als Ersatz für die Eider in Dienst gestellt.
 Die Langeoog wurde 2017 in den Niederlanden verschrottet.[10]
- 722/04 Baltrum (1968–1969)
 Die Baltrum wurde am 8. Oktober 1968 für das 2. Versorgungsgeschwader mit Heimatstützpunkt Wilhelmshaven in Dienst gestellt. Bereits am 14. März 1969 wurde sie wieder außer Dienst gestellt, einkokoniert[A 3] und am 1. April 1969 der Reserveflottille unterstellt.
 Am 2. September 1974 wurde die Baltrum als Taucherschulboot der Klasse 754 für die Technische Marineschule I, Lehrgruppe Schiffssicherung, in Neustadt in Holstein als Ersatz für das Taucherschulboot TM 1, zunächst mit militärischer Besatzung in Dienst gestellt.
- 722/05 Norderney (1970–2002)
 Hauptartikel: Norderney (Schiff, 1970)
 Die Norderney (A 1455) gehörte zum 2. und später zum 1. Versorgungsgeschwader. Sie wurde am 22. November 2002 außer Dienst und am gleichen Tag als ROU 23 Maldonado für die uruguayische Marine wieder in Dienst gestellt.
- 722/06 Juist (1971–1976)
 Am 1. Oktober 1971 wurde die Juist für das 2. Versorgungsgeschwader in Wilhelmshaven in Dienst gestellt. Anschließend wurde es dem Marinearsenal in Kiel zur Verfügung gestellt. Im Marinearsenal Wilhelmshaven wurde die Juist am 15. Juli 1976 außer Dienst gestellt und aufgelegt.
 Nach dem Umbau der Juist in der Mützelfeldtwerft in Cuxhaven wurde sie als Taucherschulboot der Klasse 754 am 24. Februar 1978 für die Technische Marineschule I, Lehrgruppe Schiffssicherung, in Neustadt in Holstein, als Ersatz für das Taucherschulboot Ems zunächst mit militärischer Besatzung in Dienst gestellt.

## Technische Daten
Dieselelektrische Antriebsanlage
- vier Maybach-Viertakt-16-Zylinder-Dieselmotoren mit je 442 kW (600 PS)
- vier Fahrgeneratoren mit je 405 kW
- zwei Propellermotoren mit je 820 kW (zusammen 2000 PS)
- zwei dreiflügelige Schrauben mit je 2,30 m ø
- zwei Ruder

Elektrische Anlage
- vier Dieselgeneratoren mit je 136 kW (195 PS/ 150 kVa)

Bewaffnung
- Anfangs ein 40-mm-Bofors-Geschütz, das anfangs einkokoniert war und später (1991) ausgebaut wurde

Ausrüstung
- Schleppgeschirr
- ein 5-t-Ladebaum
- zwei Feuerlöschmonitore
- zwei Buganker in Seitenklüsen
- ein Heckanker in Ankertasche
- zwei Motorkutter
- ein bis zwei Schlauchboote
- drei Rettungsinseln

| Name       | Kennung | Rufzeichen bis 30. Nov. 1981/ ab 1. Dez. 1981 | Bau- nummer | Kiellegung         | Stapellauf         | Indienst- stellung | Außerdienst- stellung | Verbleib                          |
| ---------- | ------- | --------------------------------------------- | ----------- | ------------------ | ------------------ | ------------------ | --------------------- | --------------------------------- |
| Wangerooge | A 1451  | DSHU / DRLI                                   | 1735        | 1. Oktober 1965    | 4. Juli 1966       | 9. April 1968      | 15. Juli 2022         |                                   |
| Spiekeroog | A 1452  | DSHV / DRLJ                                   | 1736        | 20. November 1965  | 26. September 1966 | 14. August 1968    | 28. November 2023     |                                   |
| Langeoog   | A 1453  | DSHW / DRNN                                   | 1737        | 12. Juli 1966      | 2. Mai 1967        | 14. August 1968    | 14. Februar 1977      | Minenwurf-/Lichtboot (Klasse 754) |
| Baltrum    | A 1454  | DSHX / DRNL                                   | 1738        | 29. September 1966 | 2. Juni 1967       | 8. Oktober 1968    | 14. März 1969         | Taucherschulboot (Klasse 754)     |
| Norderney  | A 1455  | DSHY / DRLJ                                   | 1739        | 9. Mai 1967        | 28. Februar 1968   | 15. Oktober 1970   | 22. November 2002     | Uruguayische Marine               |
| Juist      | A 1456  | DSHZ / DRNM                                   | 1740        | 23. September 1967 | 15. August 1968    | 1. Oktober 1971    | 15. Juli 1976         | Taucherschulboot (Klasse 754)     |